# Église de Länsimäki
L'église de Länsimäki (en finnois : Länsimäen kirkko) est située dans le quartier Länsimäki de Vantaa en Finlande,.

## Description
Située au centre du quartier, l'église Länsimäki a été achevée en 1986 et a été conçue par les architectes Alicja et Paavo Sollamo. 
Le bâtiment est en briques rouges et les meubles sont en chêne.
l'église dessert la paroisse de Hakunila. 
Le bâtiment en briques rouges était à l'origine conçu pour être une salle paroissiale. 
Cependant, l'édifice a été appelé église depuis le début.
La nef compte 150 places, et 80 places dans la tribune de l'orgue.

## Galerie

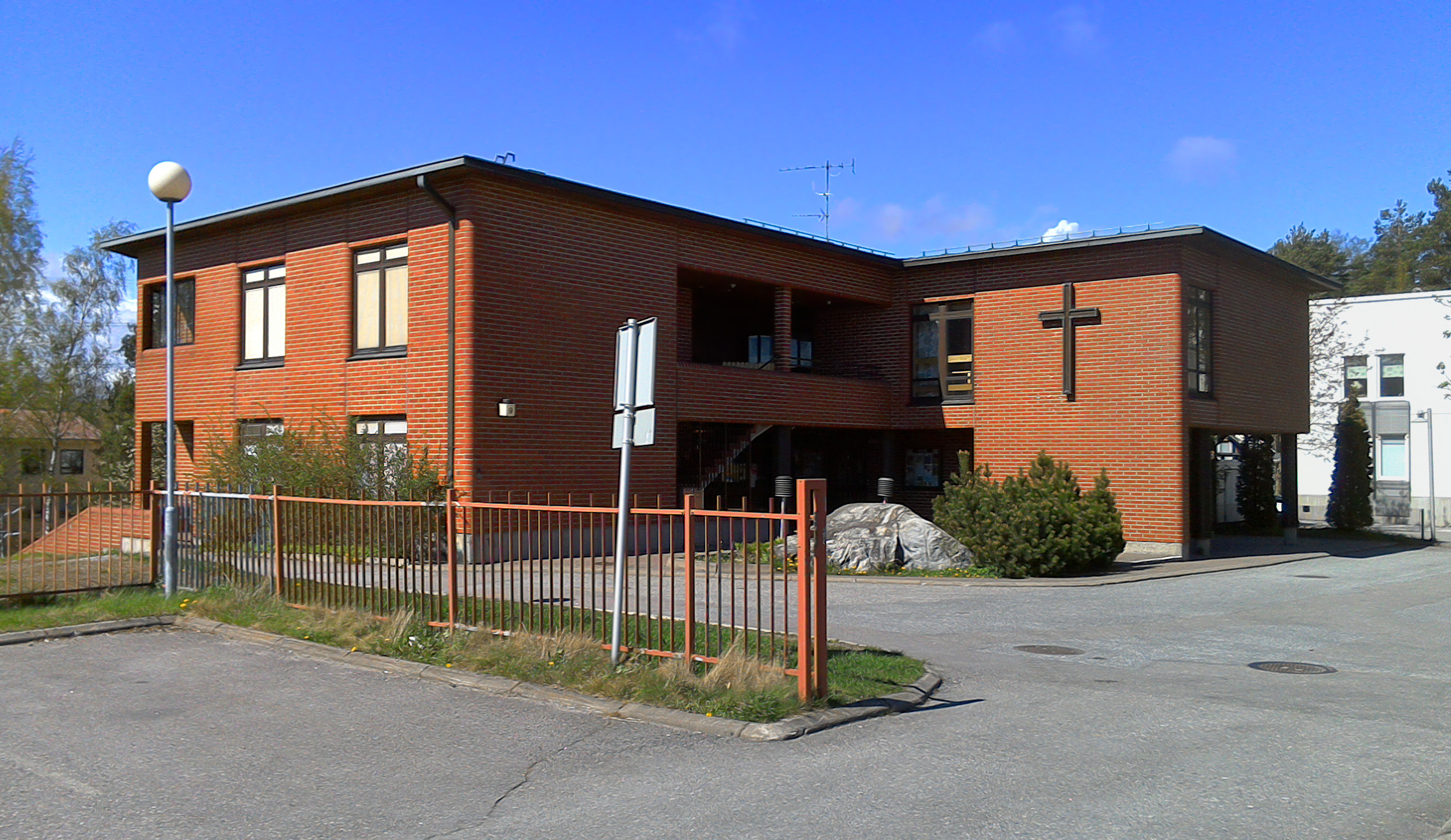
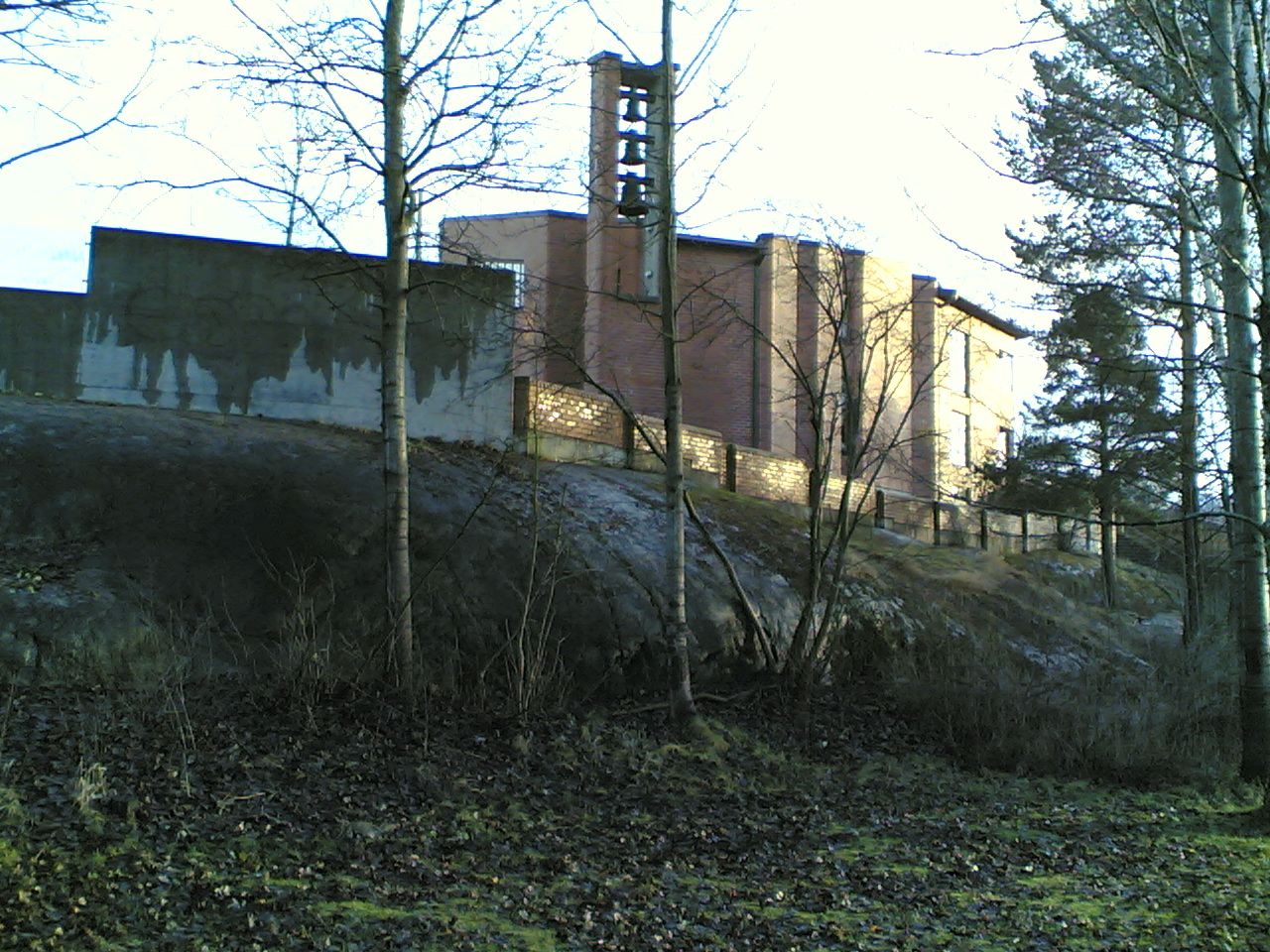